# Sceliphron fuscum
Sceliphron fuscum är en biart som beskrevs av Johann Christoph Friedrich Klug 1801. Sceliphron fuscum ingår i släktet Sceliphron och familjen grävsteklar. Inga underarter finns listade i Catalogue of Life.